# Кукина Гора
Кукина Гора — деревня в Белозерском районе Вологодской области.
Входит в состав Панинского сельского поселения, с точки зрения административно-территориального деления — в Панинский сельсовет.
Расположена на северном берегу Ухтомьярского озера. Расстояние по автодороге до районного центра Белозерска составляет 72 км, до центра муниципального образования деревни Панинская — 21 км. Ближайшие населённые пункты — Большой Двор-1, Домнино, Юрино.
Население по данным переписи 2002 года — 7 человек.